# Виль-д’Авре
Виль-д’Авре́ (фр. Ville-d’Avray) — предместье Парижа (департамент О-де-Сен региона Иль-де-Франс). Город и коммуна входят в кантон Шавиль округа Булонь-Бийанкур. Расположен близ Парижа, в 12 километрах западнее его центра. С Виль-д’Аврэ соседствуют коммуны Севр, Версаль, Вирофле, Сен-Клу.

## Известные горожане
В Виль-д’Авре родились писатель и музыкант Б. Виан, и дипломат и философ, создатель политико-расовой теории А. де Гобино. В городке имел свой дом, долго жил и работал художник Коро. Здесь он написал значительное число своих пейзажей. Кроме этого, Коро расписал фресками местную церковь.
В этом городе в 1827 году умер физик Огюстен Френель, один из создателей теории волновой природы света. В 1882 году в Виль-д’Авре скончался известный политический деятель Франции XIX века Леон Гамбетта. С 1930 по 1935 год здесь жил американский композитор и музыкант Иегуди Менухин. В 1977 году здесь умер Жан Ростан. В Виль-Давре провела свои детские годы актриса Изабель Юппер и жила певица Милен Фармер.

## Прочее
Именно в Виль-Давре инженер Гарин совершил первые убийства с применением своего гиперболоидного оружия (в романе «Гиперболоид инженера Гарина»).
Снятый в 1962 году здесь художественный фильм «Воскресенья в Виль-д’Авре» (реж. Серж Бургиньон) в 1963 году получил Премию «Оскар» за лучший фильм на иностранном языке.
Находящиеся в городке пруды (Étangs), которые рисовал ещё Коро и являющиеся поставщиком воды для источников в соседнем дворцовом парке Сен-Клу (Saint-Cloud), признаны национальным достоянием Франции.